# Pesa Tramicus
Pesa Tramicus – jednoprzestrzenny, jednokierunkowy tramwaj niskopodłogowy, wyprodukowany w zakładach Pesa w Bydgoszczy. Jest to tramwaj o trzech (121N) lub pięciu (120N i 122N) członach połączonych przegubami harmonijkowymi. W latach 2005–2008 wyprodukowano w sumie 33 sztuki Tramicusa, które trafiły do Warszawy, Łodzi, Elbląga i Bydgoszczy. Owocem doświadczeń przy konstrukcji i eksploatacji tramwajów rodziny Tramicus stały się pojazdy Swing.

## Historia

### Geneza
Od II wojny światowej do końca XX wieku w Polsce był jeden główny producent tramwajów – firma Konstal z Chorzowa – która dostarczała wagony rodzin N, 13N, 102N i 105N.
W latach 90. powstawały jeszcze nowe konstrukcje normalnotorowe mające niską podłogę, np. 112N czy 114Na, jednakże tylko w kilku egzemplarzach i nie powodowały one żadnych skoków jakościowych. Ostatnie tramwaje w Chorzowie zostały wyprodukowane już przez Alstom w 2001 roku. Od tamtego roku w Polsce nie produkowano wagonów tramwajowych, a polskie miasta unowocześniały tabor, sprowadzając go z zagranicy.
Zamiar wypełnienia luki na polskim rynku miały cztery przedsiębiorstwa – Alstom Konstal (bezpośredni spadkobierca Konstalu), Pesa Bydgoszcz (dawne ZNTK Bydgoszcz, zajmujące się naprawami oraz budową pojazdów kolejowych), FPS Cegielski z Poznania (zajmujący się między innymi budową taboru kolejowego) oraz Protram z Wrocławia (zajmujący się modernizacjami tramwajów).
Spółka Pojazdy Szynowe Pesa Bydgoszcz weszła na rynek tramwajów w 2003 r. modernizując dwa wagony 805Na (oznaczenie po modernizacji 805Nm) będące własnością MZK Bydgoszcz. Zmodernizowany pojazd był jednak bardzo awaryjny.
W 2005 r. Pesa przyjęła zamówienia na fabrycznie nowe tramwaje z Warszawy (120N) i Elbląga (121N). Pierwsze tramwaje z Bydgoszczy (Pesa 121N) zostały zbudowane i wprowadzone do eksploatacji w 2006. Typ 120N został przekazany do eksploatacji w sierpniu 2007, a typ 122N w styczniu 2008 (homologację uzyskał 20 grudnia 2007).

### Zamówienia
- 11 sierpnia 2005 – podpisanie umowy na dostawę 6 tramwajów typu 121N dla Elbląga[12],
- 22 lutego 2006 – podpisanie umowy na dostawę 15 tramwajów typu 120N dla Warszawy[13],
- 24 października 2006 – podpisanie umowy na dostawę 10 tramwajów typu 122N dla Łodzi[14],
- 12 września 2007 – podpisanie umowy na dostawę 2 tramwajów typu 122N dla Bydgoszczy[15].

### Rodzina Tramicus
Pierwsze tramwaje zbudowane w zakładach Pesa Bydgoszcz oferowane były pod wspólną marką Tramicus. Do tej rodziny należą Pesa 120N, Pesa 121N oraz Pesa 122N. Pięcioczłonowe Pesa 120N i Pesa 122N są niemal identyczną konstrukcją (różnicą jest przystosowanie do różnego rozstawu szyn) i mają wspólną numerację fabryczną. Trójczłonowa Pesa 121N jest przystosowana (tak jak 122N) do metrowego rozstawu szyn.
Niezrealizowanym projektem jest Pesa 119N, która miała być trójczłonową konstrukcją normalnotorową, jednakże nikt jej nie zamówił.

### Nazwy typów
Nazwa typu 120N to kontynuacja stosowanej od połowy lat 60. zasady oznaczania modeli tramwajów kolejnymi trzycyfrowymi liczbami i literą N. Serie zapoczątkowały wtedy Pafawag 101N (1968) i Konstal 102N (1967). Oznaczenia bezpośrednio poprzedzające 120N przeznaczono dla FPS 118N i Pesa 119N. Nazwa Pesa 122N, podobnie jak Pesa 121N, jest jednak pewną niekonsekwencją w stosunku do przyjętych reguł. Wagony wąskotorowe powinny dostać oznaczenie zaczynające się od cyfry 8. Biorąc pod uwagę, że Pesa 122N jest wąskotorową wersją Pesy 120N, to ten typ powinien być nazwany Pesa 820N.

### Zakończenie produkcji
Po zrealizowaniu w 2008 dostaw 122N dla Bydgoszczy i Łodzi zaprzestano produkcji tramwajów rodziny Tramicus. W ofercie Pesy zostały one zastąpione rodziną Swing. Nowe tramwaje zostały zamówione m.in. do Warszawy, Bydgoszczy i Łodzi, czyli miast, które wcześniej kupowały Tramicusy.

## Konstrukcja
| Typ | Liczba członów | Długość | Szerokość pudła | Masa    | Liczba i moc silników | Rozstaw szyn | Miejsca siedzące | Właściwości                                                                                           |                                 |
| --- | -------------- | ------- | --------------- | ------- | --------------------- | ------------ | ---------------- | --- | ------------------------------- |
| 120N | 5              | 31,82 m | 2,35 m          | 43,4 t  | 4 × 105 kW            | 1435 mm      | 63               | klimatyzacja przestrzeni pasażerskiej · przewóz osób na wózkach · monitoring                          | [ 1 ] [ 21 ]                    |
| 121N | 3              | 20,22 m | 2,35 m          | 24,55 t | 4 × 105 kW            | 1000 mm      | 41               | przewóz osób na wózkach · monitoring                                                                  | [ 1 ] [ 6 ] [ 21 ]              |
| 122N (Bydgoszcz)                                                                                                   | 5              | 31,82 m | 2,35 m          | 38,4 t  | 4 × 105 kW            | 1000 mm      | 63               | klimatyzacja przestrzeni pasażerskiej · przewóz osób na wózkach · monitoring                          | [ 1 ] [ 7 ] [ 21 ] [ 3 ]        |
| 122N (Łódź) | 5              | 31,82 m | 2,35 m          | 38,4 t  | 4 × 105 kW            | 1000 mm      | 63               | klimatyzacja przestrzeni pasażerskiej · przewóz osób na wózkach · monitoring · Internet bezprzewodowy | [ 1 ] [ 7 ] [ 21 ] [ 22 ] [ 3 ] |
| – klimatyzacja przestrzeni pasażerskiej – przewóz osób na wózkach – monitoring – bezprzewodowy dostęp do internetu |                |         |                 |         |                       |              |                  | |                                 |

### Pudło

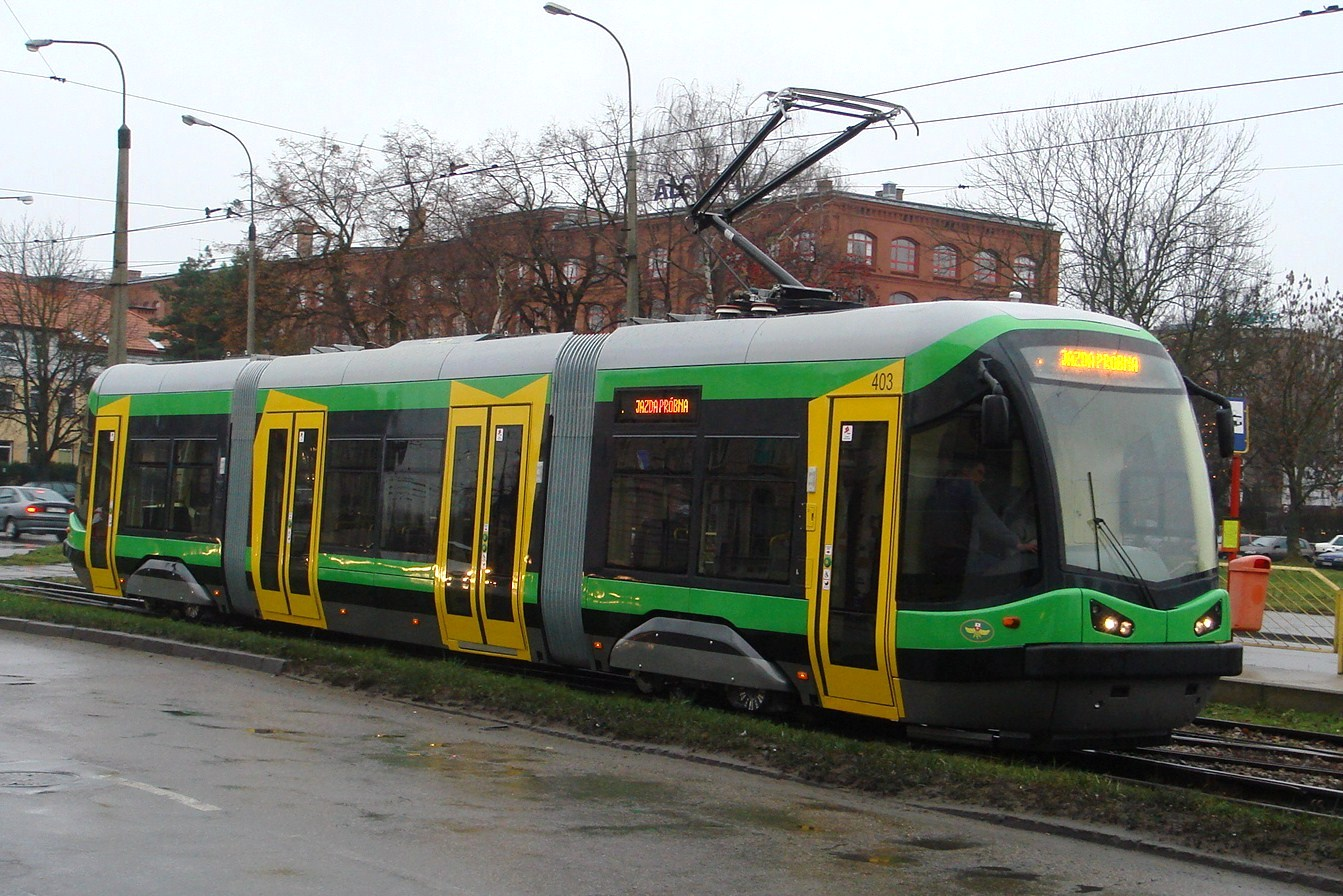
Trójczłonowa Pesa 121N

Tramwaje Tramicus to konstrukcje modułowe. 121N posiada trzy człony, a 120N i 122N po pięć. W 121N na wózkach napędowych opierają się skrajne sekcje, a środkowy człon jest między nimi podwieszony. Pojazdy 120N i 122N posiadają dodatkowo dwa człony pośrednie, z których jeden posiada wózek toczny, a drugi jest podwieszony.
Skrajne człony posiadają po 1 sztuce pojedynczych drzwi o prześwicie 700 mm, a sekcje podwieszane po dwie pary dwuskrzydłowych drzwi o prześwicie 1300 mm. 121N posiada w sumie 2 sztuki pojedynczych i 2 pary dwuskrzydłowych drzwi, a wersje pięcioczłonowe jeszcze 2 pary dwuskrzydłowych (w sumie 6 wejść).
Zewnętrzne poszycie jest zbudowane z elementów stalowych i laminatowych. Tramicusy wyposażono w zderzaki z elastomerem przepływowym, mające zwiększony współczynnik pochłaniania energii, które przejmują całkowicie energię zderzenia przy prędkościach do kilkunastu km/h. Kabina motorniczego tworzy klatkę bezpieczeństwa chroniącą kierującego w przypadku kolizji.
Projekt mechaniczny tramwajów rodziny Tramicus (119N-122N) wykonała spółka EC Engineering z Krakowa.

### Wnętrze

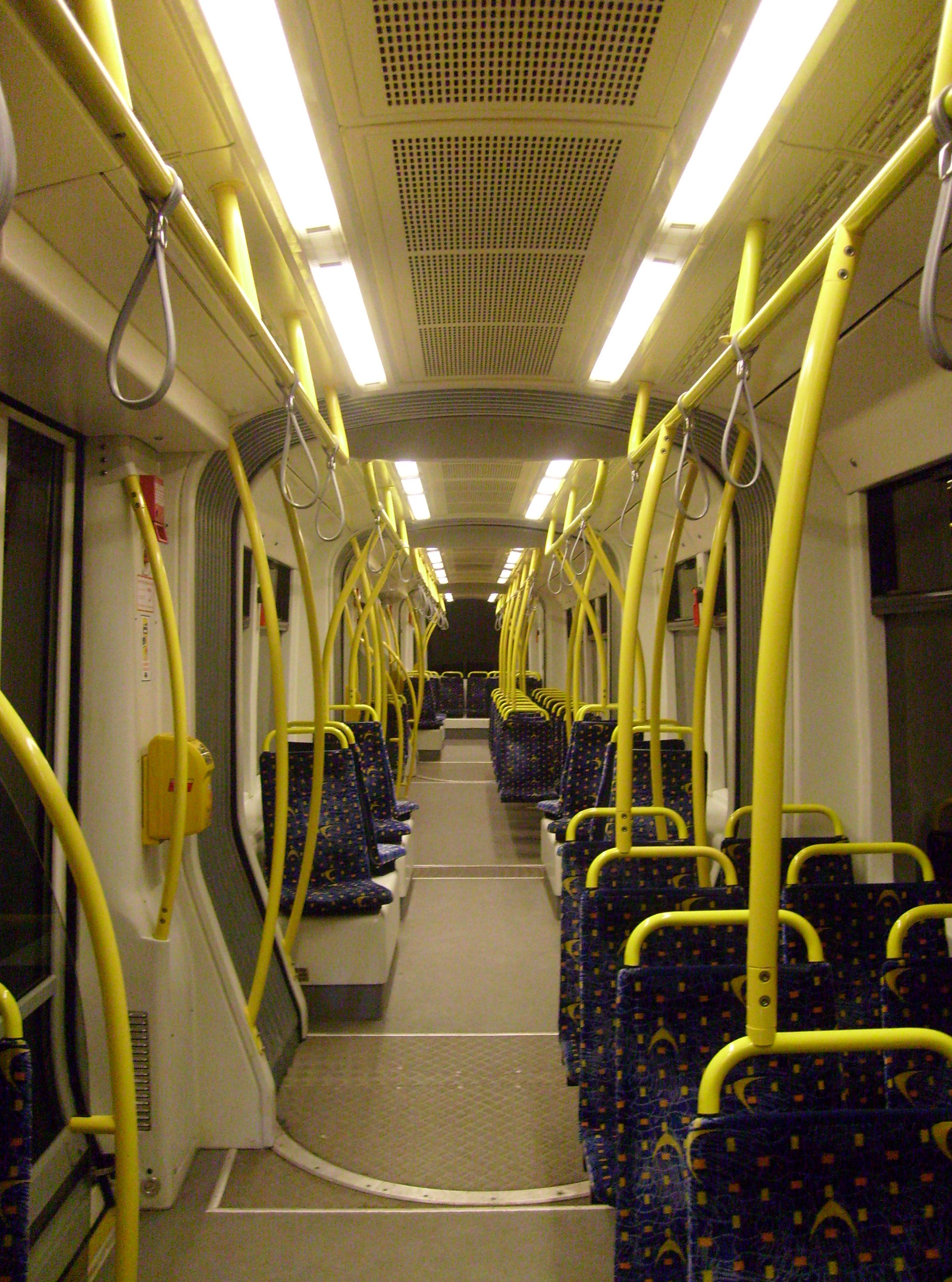
Wnętrze przedziału pasażerskiego

Tramwaje Tramicus są w pełni niskopodłogowe. Przedział pasażerski jest jednoprzestrzenny, bezstopniowy (maksymalny kąt pochylenia podłogi 9°), wyposażony w elektryczne tablice informacyjno-kierunkowe. Wewnątrz pojazdu zamontowano siedzenia w układzie 2+1 (w kierunku jazdy) w członach podwieszanych, a w członach z wózkami pod skosem w układzie 1+1. Najmniejsza szerokość przejścia to 595 mm. Tramwaje posiadają klimatyzację w kabinie motorniczego (moc chłodnicza 5,1 kW), a typy 120N i 122N również w przedziale pasażerskim (moc chłodnicza 22 kW). Pojazdy są dostosowane do podróżowania osób na wózkach inwalidzkich (wysuwana rampa i wydzielona przestrzeń).

### Zasilanie
Tramwaj zasilany jest z sieci 600 V DC za pomocą połówkowego pantografu (typ Fb 700, prod. Stemmann) umieszczonego na dachu pierwszego członu. Napięcie z odbieraka doprowadzane jest poprzez odłącznik/uziemiacz oraz wyłącznik szybki do rozdzielni wysokiego napięcia (typ RWN-500-600, prod. Medcom). Wewnątrz niej znajduje się zespół zabezpieczeń i styczników sterujący zasilaniem podzespołów pojazdu.
Do zasilania silników trakcyjnych przeznaczone są cztery falowniki (po jednym na silnik, typ FT-105-600, prod. Medcom) wytwarzające za pomocą mostka tranzystorowego (IGBT) trzy napięcia o zmiennej amplitudzie i częstotliwości. Falowniki są sterowane za pomocą procesora sygnałowego z zastosowaniem modulacji szerokości impulsów. Przekształtniki umieszczono na dachu pojazdu, po dwa moduły w jednym kontenerze.
Pozostałe urządzenia w 121N zasila jedna przetwornica statyczna (typ PSM-18, prod. Medcom), natomiast w 120N i 122N zainstalowanie dodatkowo klimatyzacji przedziału pasażerskiego wymusiło zastosowanie drugiej przetwornicy statycznej (typ PSM-60, prod. Medcom). Dzięki temu powstał rezerwowy układ zasilania obwodów pomocniczych, który jest samoczynnie uruchamiany przez system sterowania przy awarii przetwornicy podstawowej. Przetwornice statyczne wytwarzają napięcie 24 V DC (pokładowe) i 3x400 V AC (pomocnicze).

### Napęd i hamowanie
Tramicusy posiadają po dwa wózki napędowe (skrajne) typu 10NN (120N) bądź 12NN (121N i 122N). Wózki toczne zamontowane w 120N są typu 11NN, a w 122N typu 13NN. Producentem zastosowanych wózków jest Pesa Bydgoszcz.
Każda z osi wózków napędowych jest sprzęgnięta za pomocą przekładni osiowych (typ KSH 212, prod. Voith) z silnikiem asynchronicznym (typ DKCBZ 0211-4, prod. VEM Sachsenwerk). Ważną możliwością jest zasilanie silników trakcyjnych z baterii 24 V do przemieszczania pojazdu w sytuacjach awaryjnych.
Hamowanie służbowe realizowane jest przez hamulce elektrodynamiczne, które pozwalają na bezpieczne zatrzymanie także w przypadku wjazdu tramwaju na zwarty odcinek sieci trakcyjnej. W czasie hamowania elektrodynamicznego możliwa jest rekuperacja energii, która musi być zużyta przez inny tramwaj lub odebrana przez przystosowaną do tego podstację zasilającą. W przeciwnym razie, po osiągnięciu napięcia 780 V w sieci trakcyjnej, uruchamiany jest chopper hamowania wytracający nadmiar energii w rezystorach hamowania (RH: 2,4 W, 250 kW). W wózkach tocznych są hamulce tarczowe aktywne (hamowane przy wzroście ciśnienia w układzie hydraulicznym), uzupełniające w razie potrzeby hamowanie elektrodynamiczne. Każda z osi wózków napędowych posiada pasywny (siłą hamującą jest sprężyna) hamulec tarczowy wykorzystywany jako hamulec postojowy. We wszystkich wózkach znajdują się hamulce szynowe. W sytuacjach awaryjnych wykorzystywane są jednocześnie hamulce wszystkich rodzajów.

### Komputer sterujący
Układ napędowy i pozostałe podzespoły są kontrolowane za pośrednictwem magistrali CAN przez komputer znajdujący się w pierwszym członie. Najważniejsze informacje o pracy systemów i ewentualnych awariach są wyświetlane na panelu w pulpicie motorniczego. Możliwy jest zdalny dostęp do komputera poprzez protokół GPRS.
W tramwajach Tramicus zastosowano cyfrowy system pomiaru prędkości i rejestracji parametrów przejazdu pojazdów szynowych ATM-RPS (prod. ATM PP Sp. z o.o.).

### Dane techniczne podzespołów
| Typ                                  | PSM-18                                                                                               | PSM-60                                                                                               |
| ------------------------------------ | --- | --- |
| Napięcie wejściowe                   | 40-900 V                                                                                             | 40-900 V                                                                                             |
| Zakres funkcjonalności               | 360-1000 V                                                                                           | 360-1000 V                                                                                           |
| Moc całkowita                        | 22 kVA                                                                                               | 60 kVA                                                                                               |
| Wyjście DC                           | 24 V, In=390 A *termiczna kompensacja napięcia *elektroniczne zabezpieczenie (przeciążenie, zwarcie) | 24 V, In=390 A *termiczna kompensacja napięcia *elektroniczne zabezpieczenie (przeciążenie, zwarcie) |
| Stabilność napięcia DC               | <1%                                                                                                  | <1%                                                                                                  |
| Tętnienie napięcia DC                | <1 Vpp (przy obciążeniu znamionowym)                                                                 | <1 Vpp (przy obciążeniu znamionowym)                                                                 |
| Wyjście AC                           | 3x400 V/12 kVA                                                                                       | 3x400 V/50 kVA                                                                                       |
| Stabilizacja napięcia AC             | ≤±5%                                                                                                 | ≤±5%                                                                                                 |
| Maksymalny prąd przewodu neutralnego | 15 A                                                                                                 | 38 A                                                                                                 |
| Sprawność ogólna                     | >92%                                                                                                 | >92%                                                                                                 |
| Temperatura otoczenia                | -30 °C ÷ +40 °C                                                                                      | -30 °C ÷ +40 °C                                                                                      |
| Stopień ochrony obudowy              | IP30                                                                                                 | IP30                                                                                                 |
| Wymiary (mm³)                        | 450x1300x620                                                                                         | 450x1300x1200                                                                                        |
| źródło:                              | | |

| Typ                      | DKCBZ 0211-4FA            | DKCBZ 0211-4FA            |          |
| Punkt pracy              | S1                        | S2-1h                     |          |
| Moc znamionowa           | 105                       | 140                       | kW       |
| Moment znamionowy        | 563,3                     | 754,1                     | Nm       |
| Prędkość znamionowa      | 1681                      | 1772                      | obr./min |
| Prędkość maksymalna      | 4569                      | 4569                      | obr./min |
| Częstotliwość znamionowa | 60                        | 60                        | Hz       |
| Napięcie znamionowe      | 430                       | 430                       | V        |
| Połączenie stojana       | gwiazda                   | gwiazda                   |          |
| Prąd znamionowy          | 190,0                     | 238,2                     | A        |
| cos φ                    | 0,7948                    | 0,8473                    |          |
| Sprawność                | 93,33                     | 93,15                     | %        |
| Masa                     | 400±5%                    | 400±5%                    | kg       |
| Stopień ochrony          | IP55/IP65                 | IP55/IP65                 |          |
| Temperatura otoczenia    | -30 ÷ +40                 | -30 ÷ +40                 | °C       |
| Klasa izolacji           | 200                       | 200                       |          |
| Sposób chłodzenia        | samoprzewietrzalny, IC411 | samoprzewietrzalny, IC411 |          |
| źródło:                  |                           |                           |          |

| Typ                           | FT-105-600              | FT-105-600           |
| ----------------------------- | ----------------------- | -------------------- |
| Znamionowe napięcie zasilania | 600 V +25%/-30%         | 600 V +30%/-30%      |
| Napięcie pomocnicze (DC)      | 24 V +10%/-40%          | 24 V +30%/-40%       |
| Prąd znamionowy               | 300 A                   | 200 Arms             |
| Wyjściowy prąd fazowy         | 190 Arms                |                      |
| Prąd maksymalny               |                         | 400 Arms             |
| Moc znamionowa                | 105 kW                  | 100 kW               |
| Częstotliwość                 | 0-160 Hz                | 0-130 Hz             |
| Częstotliwość PWM             | 3 kHz                   | 3 kHz                |
| Wytrzymałość izolacji         | 4 kV, 50 Hz przez 1 min | 4 kV                 |
| Chłodzenie                    | wymuszone wewnętrzne    | wymuszone powietrzne |
| Masa                          | 400 kg                  | 60 kg                |
| Wymiary (mm³)                 | 1200x450x1300           | 1296x450x1320        |
|                               | według:                 | według:              |

| Typ                 | KSH 212       |
| ------------------- | ------------- |
| Przełożenie         | 6,643         |
| Prędkość maksymalna | 4569 obr./min |
| Źródło:             |               |

## Eksploatacja
| Państwo        | Miasto         | Przewoźnik           | Typ            | Lata dostaw    | Liczba |        |
| -------------- | -------------- | -------------------- | -------------- | -------------- | ------ | ------ |
| Polska         | Elbląg         | ZKM Elbląg           | 121N           | 2006–2007      | 6      | [ 33 ] |
| Polska         | Warszawa       | Tramwaje Warszawskie | 120N           | 2007           | 15     | [ 33 ] |
| Polska         | Łódź           | MPK Łódź             | 122N           | 2008           | 10     | [ 33 ] |
| Polska         | Bydgoszcz      | MZK Bydgoszcz        | 122N           | 2008           | 2      | [ 33 ] |
| Łączna liczba: | Łączna liczba: | Łączna liczba:       | Łączna liczba: | Łączna liczba: | 33     |        |

### Elbląg

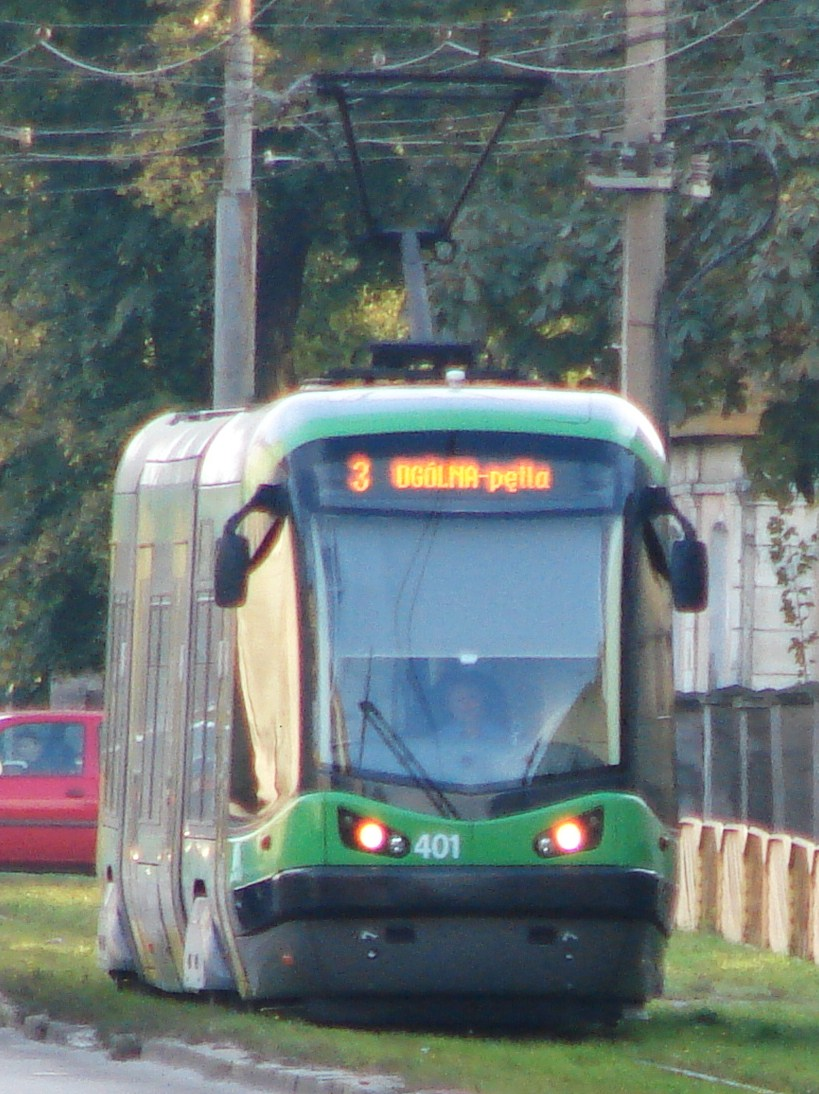
121N w Elblągu

Umowę z Urzędem Miejskim w Elblągu na zakup 6 tramwajów niskopodłogowych 121N produkcji Pesa dla miejskiej spółki Tramwaje Elbląskie podpisano 11 sierpnia 2005. Premiera tramwaju wyprodukowanego dla Elbląga miała miejsce w dniach 19-22 września 2006 na targach InnoTrans w Berlinie. W październiku 2006 dostarczono pierwszy 121N do zamawiającego. Tramwaj został wprowadzony do eksploatacji 21 grudnia 2006. W tym samym dniu w Elblągu rozpoczęło się kursowanie tramwajów do nowej pętli przy ulicy Ogólnej. Tramicusy miały obsługiwać jeżdżącą tam linię 4, jednak częste wykolejenia na torowisku w al. Grunwaldzkiej zmusiły do przeniesienia ich na inne trasy innych linii. Wybrano linie 3 i 5 kursujące od pętli Ogólna do pętli Saperów. Ostatni skład 121N został dostarczony w marcu 2007.
Tramwaje z rodziny Tramicus były pierwszymi niskopodłogowymi tramwajami w Elblągu.
30 sierpnia 2011 pojazd o numerze bocznym 404 poważnie ucierpiał w zderzeniu z ciężarówką. Tramwaj był naprawiany w zakładach producenta w Bydgoszczy i powrócił do Elbląga 20 stycznia 2012.
20 czerwca 2012 tramwajowi 401 nadano nazwę Stanisław Wójcicki. Patron tramwaju jest honorowym obywatelem Elbląga. Patronami pozostałych pięciu 121N zostali Ferdinand Schichau, Włodzimierz Sierzputowski, Aleksandra Gabrysiak, Czesław Klimuszko i Józef Karpiński. Nazwiska zostały wybrane w głosowaniu.

### Warszawa

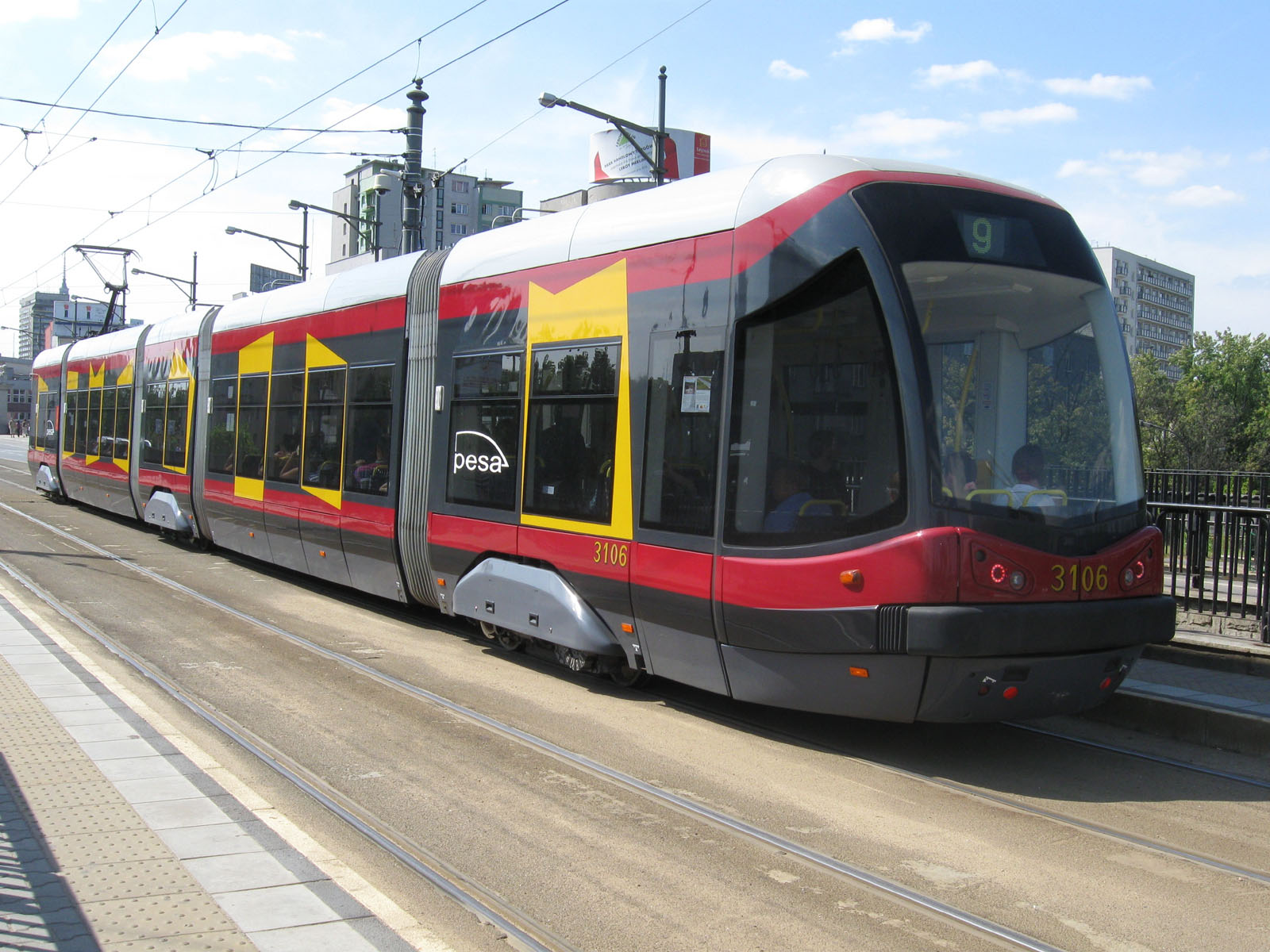
120N w pierwotnych barwach

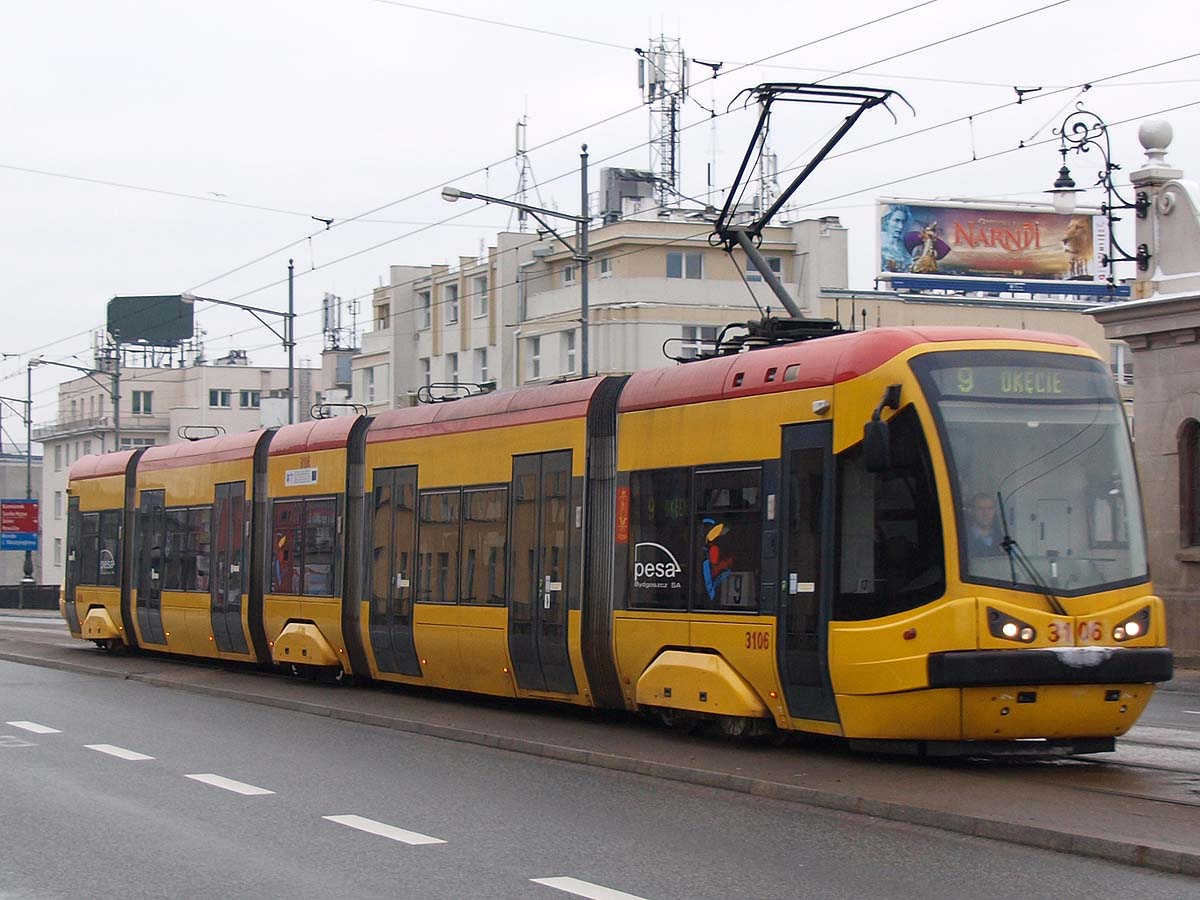
120N w ostatecznym malowaniu

22 lutego 2006 podpisano umowę na dostarczenie 15 fabrycznie nowych tramwajów Pesa 120N.
Tramwaje te zostały zakupione przez Warszawę dla Tramwajów Warszawskich jako część projektu Modernizacja trasy tramwajowej w Alejach Jerozolimskich na odcinku pętla Banacha – pętla Gocławek dofinansowanego przez Unię Europejską w ramach ZPORR.
16 lipca 2007 przywieziono lawetą pierwszy egzemplarz 120N do Warszawy. Rozładunek tramwaju nastąpił na terenie zajezdni Wola, a następnie przetransportowano go do zajezdni Mokotów. Dwa dni później rozpoczęły się jazdy testowe tego tramwaju.
Dostawa nowych tramwajów uświetniła obchody stulecia tramwajów elektrycznych w Warszawie.
20 sierpnia 2007 pierwszy 120N został zaprezentowany w zajezdni Mokotów, a następnie wyruszył na trasę linii 36.
Zakup tramwajów ze środków unijnych wymógł stosowanie ich tylko na torowiskach zmodernizowanych w tym samym projekcie (co odpowiada trasie linii nr 9), ale ze względu na opóźnienia robót torowych Tramwaje Warszawskie uzyskały zgodę na czasowy przydział tych wagonów do innych tras. 120N to pierwsze klimatyzowane tramwaje w Warszawie.
16 marca 2018 w jednym z tramwajów wykryto usterkę w jednym z trzech systemów hamowania – systemie hamowania elektrodynamicznego, w wyniku czego postanowiono tymczasowo wycofać wszystkie tramicusy z ruchu. Z tego powodu wszystkie tramwaje otrzymały nowe oprogramowanie oraz skierowano je na ponowne testy.
W listopadzie 2018 Tramwaje Warszawskie podpisały z Mennicą Polską umowę na dostawę nowych biletomatów do wszystkich tramwajów TW.

#### Malowanie
Tramwaje dostarczano do Warszawy w czerwono-szaro-czarnym malowaniu z żółtymi czworokątami. Wzór został wybrany przez Tramwaje Warszawskie i pracowników Pesy. Nawiązywał on do tradycyjnych czerwono-żółtych barw warszawskich tramwajów i schematu malowania 121N dla Elbąga (obramowania drzwi). W 2009 komisja złożona z urzędników miejskich, poszukująca odpowiedniego schematu malowania dla nowozamawianych 186 tramwajów, postanowiła go zmienić i wdrożyć szare malowanie z czerwonymi dodatkami. Przemalowanie, rozliczone w ramach gwarancji na lakier, zlecono producentowi. W nowych barwach, w połowie lipca 2009, jako pierwszy wrócił do Warszawy tramwaj nr 3113. Modyfikacja została jednak skrytykowana przez pasażerów i dziennikarzy, a kolor tramwajów ponownie zmieniony. Pod koniec lipca tego samego roku przemalowano skład 3103 na kolor żółty z dodatkiem czerwonego pasa wzdłuż linii dachu. Malowanie to zostało następnie zastosowane na pozostałych warszawskich Tramicusach i zaadaptowane do zamówionych później tramwajów Pesa Swing.

### Łódź

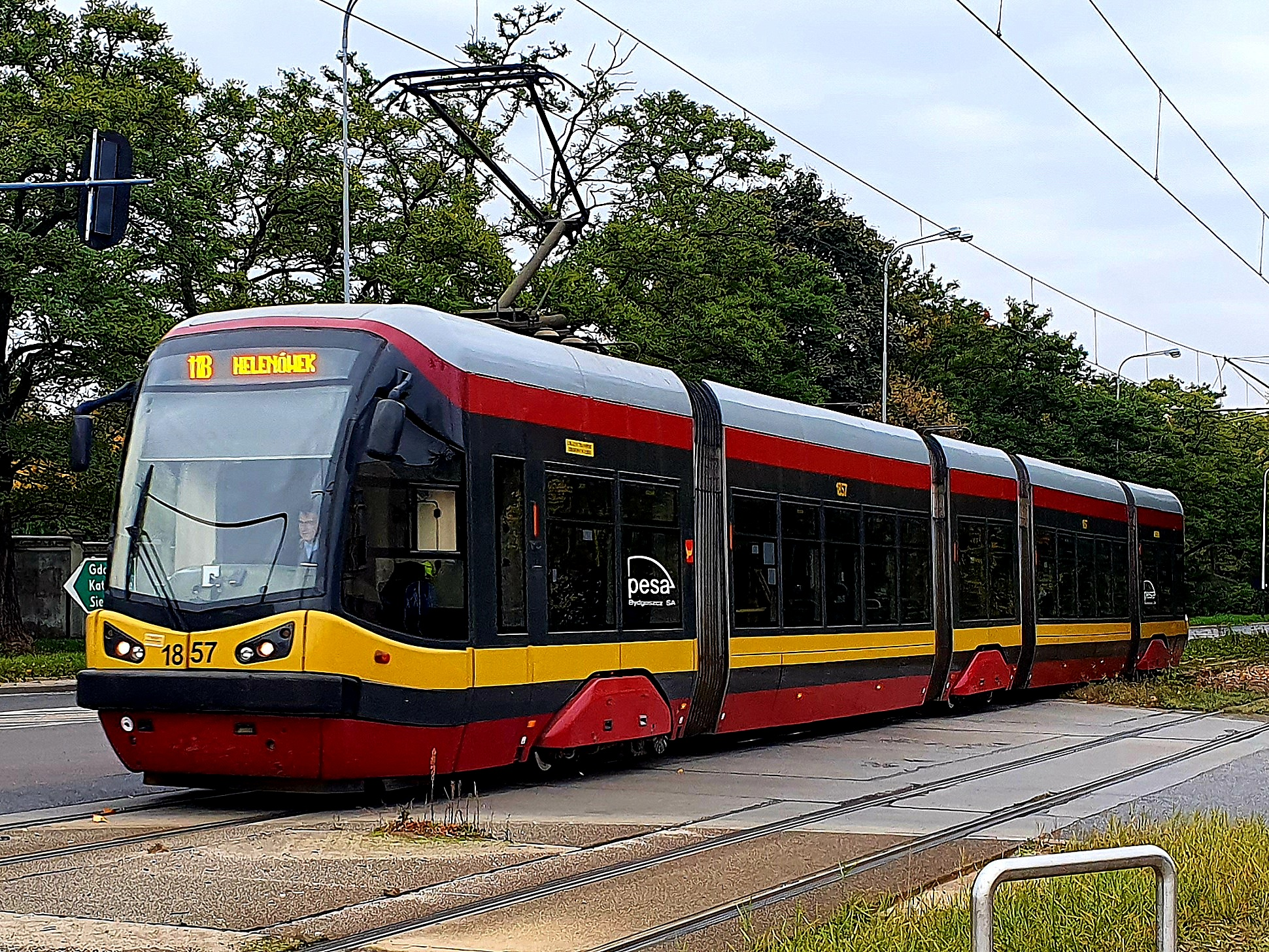
Łódzki 122N

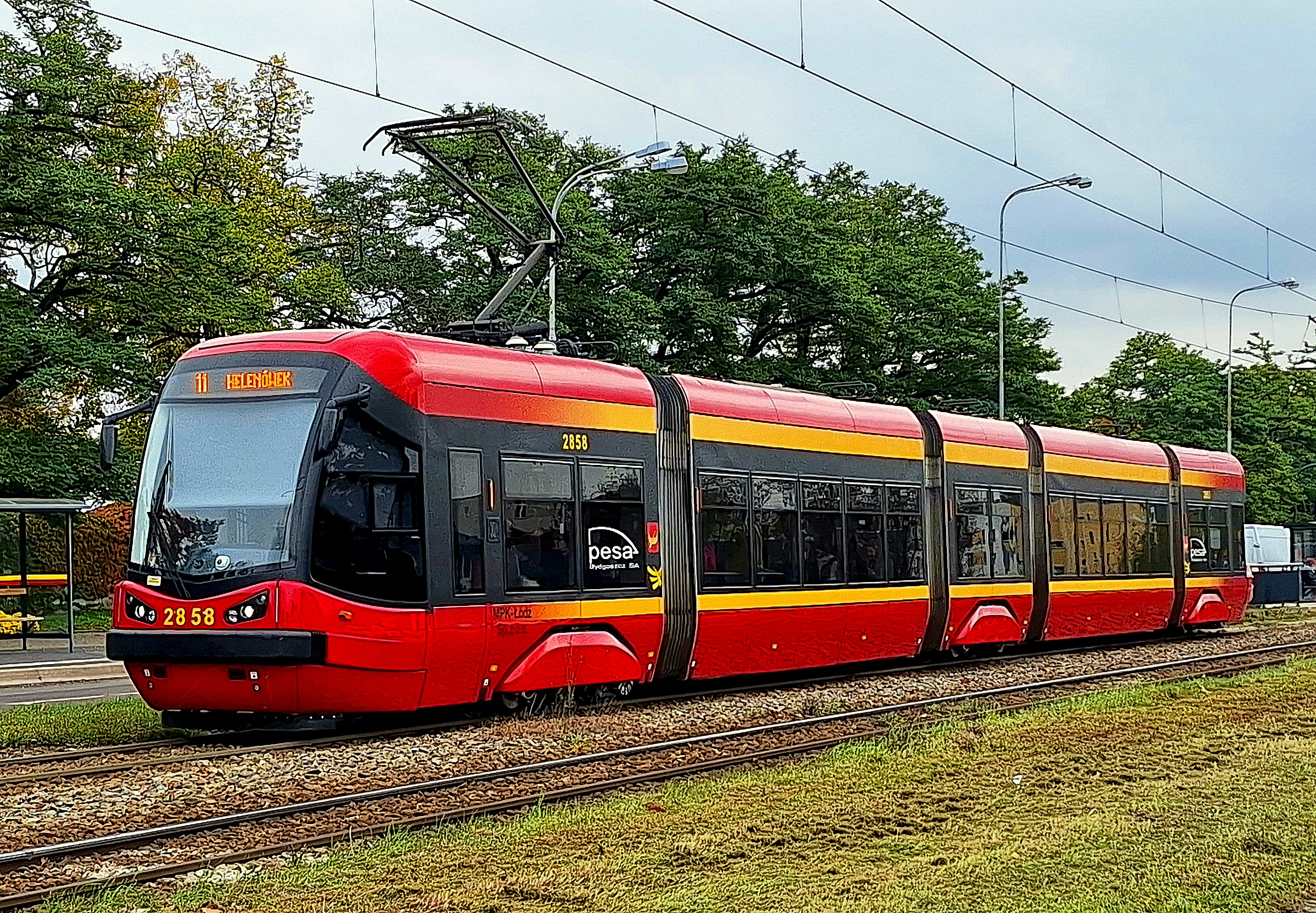
Zmodernizowany 122N przez MPK-Łódź

W Łodzi tramwaje typu 122N eksploatuje MPK Łódź.
Tramicusy zostały zakupione do obsługi modernizowanej w latach 2007–2008 trasy Łódzkiego Tramwaju Regionalnego na podstawie umowy podpisanej 24 października 2006.
Pierwszy tramwaj Pesa przyjechał do Łodzi 25 stycznia 2008, a 28 stycznia 2008, po przeprowadzeniu testów i jazd próbnych, został oficjalnie zaprezentowany i przekazany przewoźnikowi. Dostawa zbiegła się w czasie z otwarciem ŁTR.
Wagony z Bydgoszczy skierowano do obsługi głównej linii tego systemu, czyli nr 11. W celu umożliwienia lokalizacji tramwaje zostały wyposażone w system śledzący pozycję przy wykorzystaniu sygnału GPS.
Pod koniec 2015 roku MPK doposażyło tramwaje w Internet bezprzewodowy.
Na przełomie 2019 i 2020 roku rozpoczęła się wymiana wózków w tramwaju nr 1853, który ze względu na awarię wózków był unieruchomiony od 2014 roku.
W październiku 2023 na tory wyjechał zmodernizowany siłami własnymi MPK tramwaj o numerze 2858. Modernizacja objęła m.in. układ mechaniczny hamulców tarczowych, oświetlenie, system informacji pasażerskiej, monitoringu i malaturę.

### Bydgoszcz

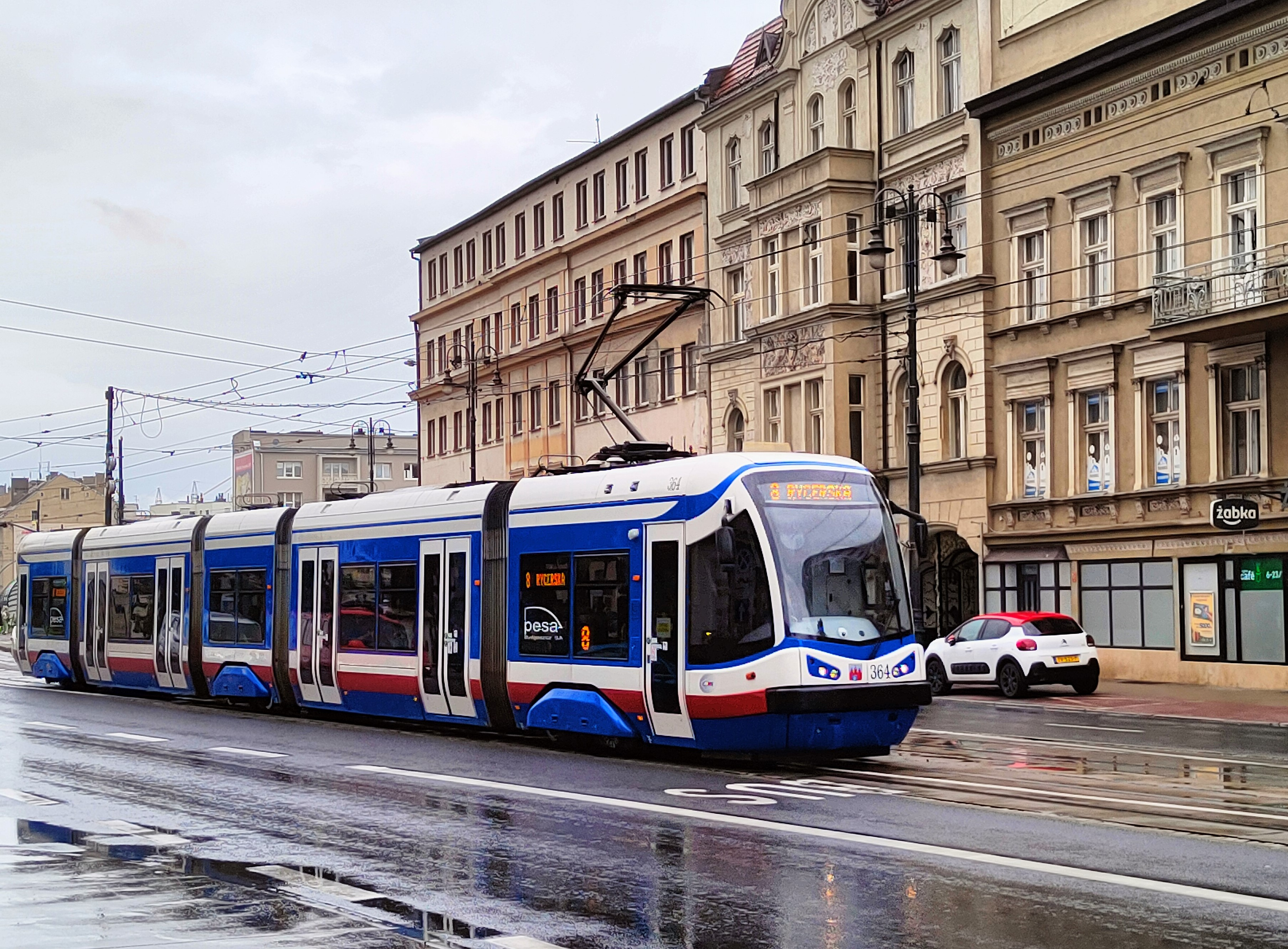
122N w Bydgoszczy

Tramwaje Pesa 122N są także częścią taboru MZK w Bydgoszczy. Umowę na dostarczenie 2 pojazdów podpisano 12 września 2007, a pierwszy z zamówionych egzemplarzy zadebiutował 12 lutego 2008. Dostawa drugiego uświetniła obchody 120-lecia bydgoskiej komunikacji miejskiej. Tramicusy, oficjalnie przekazane MZK Bydgoszcz 4 marca 2008, są pierwszymi niskopodłogowymi tramwajami w tym mieście. Początkowo miały służyć do obsługi linii 3, jednakże później służby zostały tak dobrane by te niskopodłogowce pojawiały się na całej sieci. W dniach 23–26 września 2008 tramwaj Pesa 122N należący do MZK Bydgoszcz (numer boczny 365) był wypożyczony przez producenta na targi InnoTrans w Berlinie.
W Bydgoszczy odbywały się również próby tramwajów dostarczanych dla Łodzi.